# Henri François Delaborde

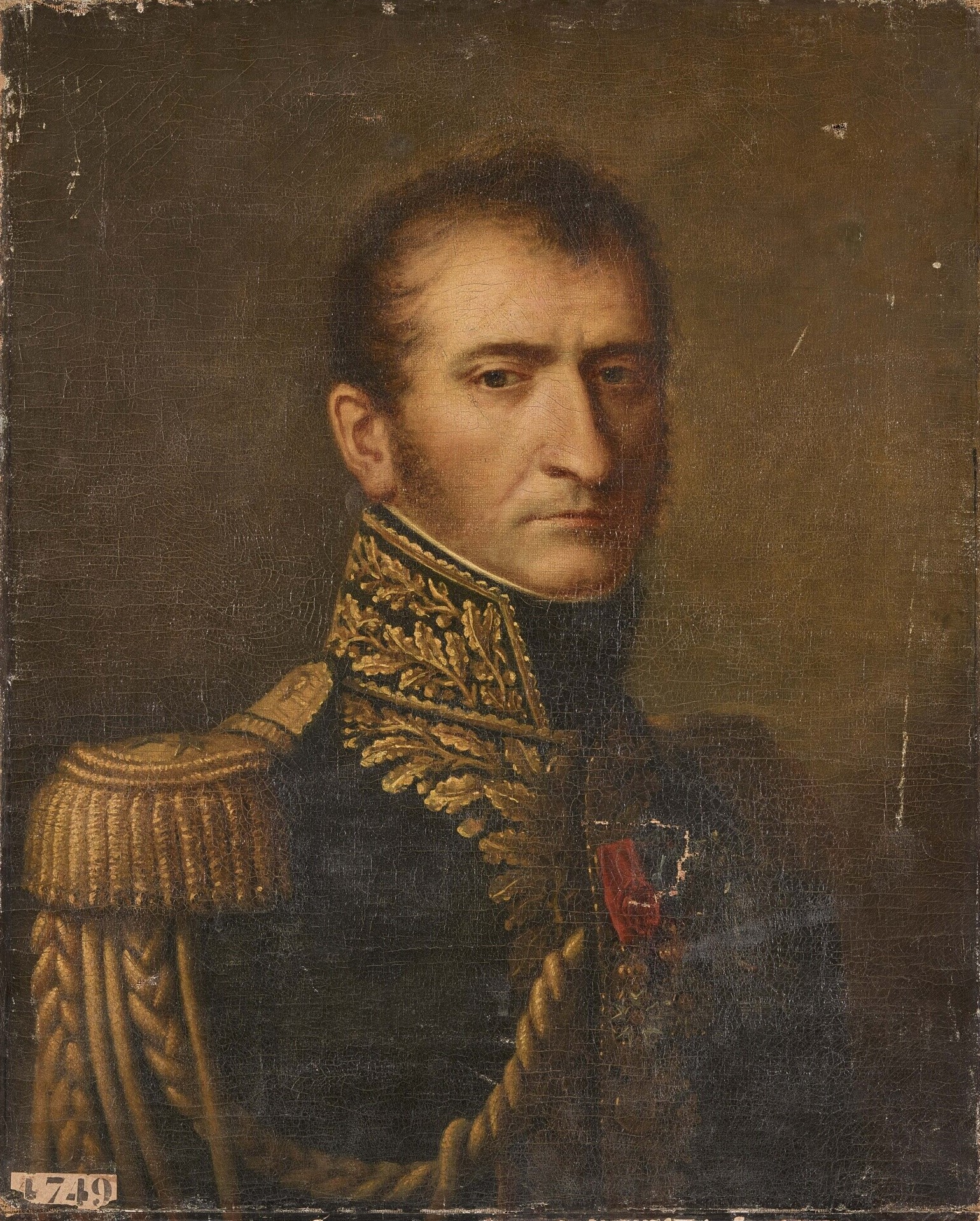
Henri-François Delaborde

Henri François Graf Delaborde (* 21. Dezember 1764 in Dijon; † 3. Februar 1833 in Paris) war ein französischer Général de division.
Bei Ausbruch der Französischen Revolution trat Delaborde in ein Infanterieregiment ein und war 1793 bereits Général de brigade. Im folgenden Jahr kämpfte er in Spanien siegreich an der Bidassoa (25. Juli) und bei Misquiriz (16. Oktober 1794).
Mit seiner Division eilte Delaborde anschließend an den Rhein (Armée de Mayence), wo er den Breisgau besetzte, während Moreau nach Bayern vorrückte. Nach dem Frieden von Lunéville (1801) übernahm Delaborde die 13. Militär-Territorialdivision. Im Jahr 1807 rückte seine Division unter General Junot in Portugal und wurde im Dezember diese Jahres als Gouverneur von Lissabon eingesetzt. Im folgenden Jahr 1808 kämpfte Delaborde gegen die Briten unter Wellesley bei Roliça (17. August) und in der Schlacht bei Vimeiro (21. August), wo er verwundet wurde. Er befehligte sine Division auch weiterhin und kämpfte im Januar 1809 in der Schlacht bei La Coruña. Zwei Monate später kämpfte er bei Carvalho, bevor er im Mai 1809 erneut in Porto kämpfte. Im September befehligte er das II. Korps der Hauptarmee in Spanien. Er kehrte nach Frankreich zurück und wurde von Kaiser Napoleon in den Grafenstand erhoben.
1812 führte Delaborde unter Édouard Mortier eine Division. Delaborde schloss sich nach der Rückkehr Napoleons von Elba diesem sogleich wieder an und wurde dafür zum Pair von Frankreich ernannt. Er übernahm nun den Oberbefehl über mehrere Divisionen. Aus diesem Grund kam er nach der endgültigen Niederschlagung der napoleonischen Herrschaft auf die Proskriptionsliste. Das erkennende Gericht erklärte sich jedoch für nicht zuständig, da sein Name falsch geschrieben worden war. Die Angelegenheit scheint dann in Vergessenheit geraten zu sein.
Henri François Delaborde lebte seitdem zurückgezogen und starb am 3. Februar 1833 in Paris. Sein Name ist am Triumphbogen in Paris in der 34. Spalte eingetragen.